# Black Dragons
Pour plus de détails, voir Fiche technique et Distribution.
Black Dragons est un film de propagande américain réalisé par William Nigh, sorti en 1942 aux États-Unis.

## Synopsis
Avant le commencement de la Seconde Guerre mondiale, la société japonaise Black Dragon prépare un plan diabolique avec les nazis. Ceux-ci demandent à un brillant scientifique, le Docteur Melcher, d’aller au Japon pour une mission secrète. Il s’agit de transformer six conspirateurs japonais pour qu’ils ressemblent à six chefs américains. Les véritables chefs américains sont assassinés et les conspirateurs les remplacent. Pendant ce temps, le Docteur Melcher est condamné à la prison à vie pour que le secret du complot meure avec lui.

## Fiche technique
- Réalisation : William Nigh
- Scénario : Robert Kehoe et Harvey Gates
- Production : Jack Dietz, Sam Katzman et Barney A. Sarecky
- Musique originale : Johnny Lange, Lew Porter et Heinz Roemheld
- Cinématographie : Arthur Reed
- Montage : Carl Pierson
- Format : 35 mm
- Pays de production:  États-Unis
- Distribution : Monogram Pictures Corporation
- Langue : Anglais

## Distribution
- Bela Lugosi : Dr. Melcher alias Monsieur Colomb / le prisonnier
- Joan Barclay : Alice Saunders
- George Pembroke : Dr. Bill Saunders
- Clayton Moore : Dick Martin
- Robert Frazer : Amos Hanlin
- Edward Piel Sr. : Ryder
- Robert Fiske : Phillip Wallace
- Irving Mitchell : John Van Dyke
- Kenneth Harlan : chef du FBI Colton
- Max Hoffman Jr. : Kearney